# Білодан
Білодан (Білоданчик, Данчик, Білозорчик, Йванчик-Тарабанчик, Молоданчик, Чорнобривчик та ін.) — давньоукраїнський міфологічний персонаж, оспіваний у веснянках-гаївках, що записані у Західній Україні, найбільше на Коломийщині. Й досі у селах коло Отинії співають таку гаївку:
Ой ти, ой ти, Білоданчику,
Поплинь, поплинь до Дунайчику,
Йа вмий собі біле личенько,
Протри собі чорні оченьки.
Розчеши си косу-русоньку,
Назуй, назуй черевиченьки,
Та й озьмисі за людвиченьки,
Шукай собі посестриченьки.
Село Молодятин на Коломийщині має урочище Білі Кирниці, а богиня Дана є уособленням води в давньоукраїнській міфології і в гуцульських піснях та коломийках часто співається «Дана, Сід (Шід), і Рід, і Дана», а тому цілком можливо, що назву самого Молодятина слід виводити від Білодана-Молоданчика Можливо, що колись оспівувалася саме Біла Дана, бо майже в усіх гаївках цього циклу чуємо:
Умий, умий, біле личенько
А розчеши жовті косоньки.
На Коломийщині давно навіть дочок кликали словом «синку» і з часом жіночий персонаж перейшов до Білобога, а Білоданчика стали називати Білоданом.
Коли виконується гаївка про Білодана, то дівчата стають у коло (символ сонця), але за руки не беруться: одна дівчина або хлопець, що виконує роль цього персонажа, показує рухами, як Білодан пливе по Дунайчику, як лягає і встає, вмиває личко, чеше коси, береться попід боки, взуває черевички й бере посестру (челядину, товаришку, дівку).
У деяких гаївках оспівується Білобранчик і Білодарчик, що зближує цей персонаж з природою, яка помирає і оживає, тобто ця діва нагадує греко-римську Прозерпіну-Персефону, риси якої менш стерлися в гаївці «Подоляночка».
У Великім Ключеві ще в 1930-ті на Великдень біля церкви гралися «Огірочки», яка за сюжетом також нагадує пісні про Білодана чи Подоляночку.